# Citronskogssångare
Citronskogssångare (Myiothlypis luteoviridis) är en fågel i familjen skogssångare inom ordningen tättingar.

## Utseende
Citronskogssångaren är en rätt dämpat gulaktig skogssångare, med mer inslag av olivgrönt än andra arter i dess släkte. Fågeln är gulast på strupen och i ögonbrynsstrecket. Liknande arten svarthättad skogssångare har ännu tydligare gult ögonbrynsstreck och just svart på hättan. 

## Utbredning och systematik
Citronskogssångaren förekommer i Anderna och delas upp i fem underarter med följande utbredning:
- luteoviridis-gruppen
  - M. l. luteoviridis – östra Anderna i Colombia till sydvästra Venezuela och östra Ecuador
  - M. l. quindiana – centrala Anderna i Colombia (Caldas och Tolima)
  - M. l. richardsoni – västra Anderna i Colombia (Cauca)
- M. l. striaticeps – norra Peru (Amazonas till Cuzco)
- M. l. euophrys – sydvästra Peru (Puno) till västra Bolivia (La Paz och Cochabamba)

Sedan 2016 urskiljer Birdlife International och naturvårdsunionen IUCN striaticeps och euophrys som de egna arterna "peruansk" respektive "boliviansk citronskogssångare". 

## Levnadssätt
Citronskogssångaren hittas i bergstrakter på mellan 2300 och 3400 meters höjd. Den hittas i skogar och skogsbryn där den födosöker i par i de lägre skikten, ofta som en del av kringvandrande artblandade flockar.

## Status
IUCN bedömer hotstatus för underartsgrupperna (eller arterna) var för sig, alla tre som livskraftiga.